# Suippes
Suippes település Franciaországban, Marne megyében. Lakosainak száma 3898 fő (2022. január 1.). Suippes Bussy-le-Château, La Cheppe, Cuperly, Jonchery-sur-Suippe, Somme-Suippe és Souain-Perthes-lès-Hurlus községekkel határos.

## Népesség
A település népessége az elmúlt években az alábbi módon változott:
| Lakosok száma | 3270 | 3069 | 3106 | 3681 | 3998 | 3951 | 3913 | 3864 | 3881 | 3898 |
|               | 1968 | 1982 | 1990 | 2006 | 2013 | 2015 | 2017 | 2019 | 2020 | 2022 |